# Poecilothea angustifrons
Poecilothea angustifrons är en tvåvingeart som beskrevs av Friedrich Georg Hendel 1914. Poecilothea angustifrons ingår i släktet Poecilothea och familjen borrflugor.
Artens utbredningsområde är Taiwan. Inga underarter finns listade i Catalogue of Life.